# 天涯海角

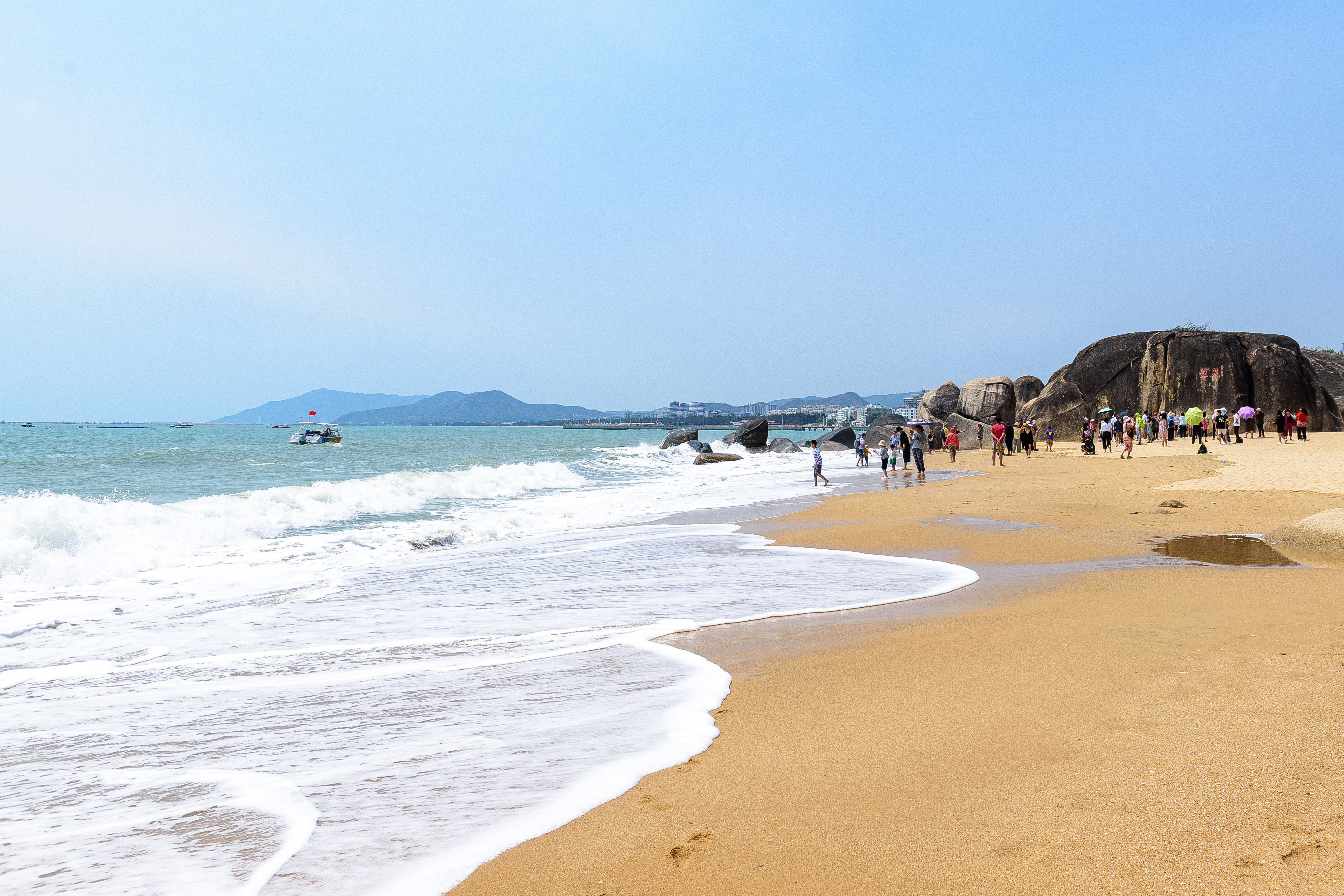
天涯石

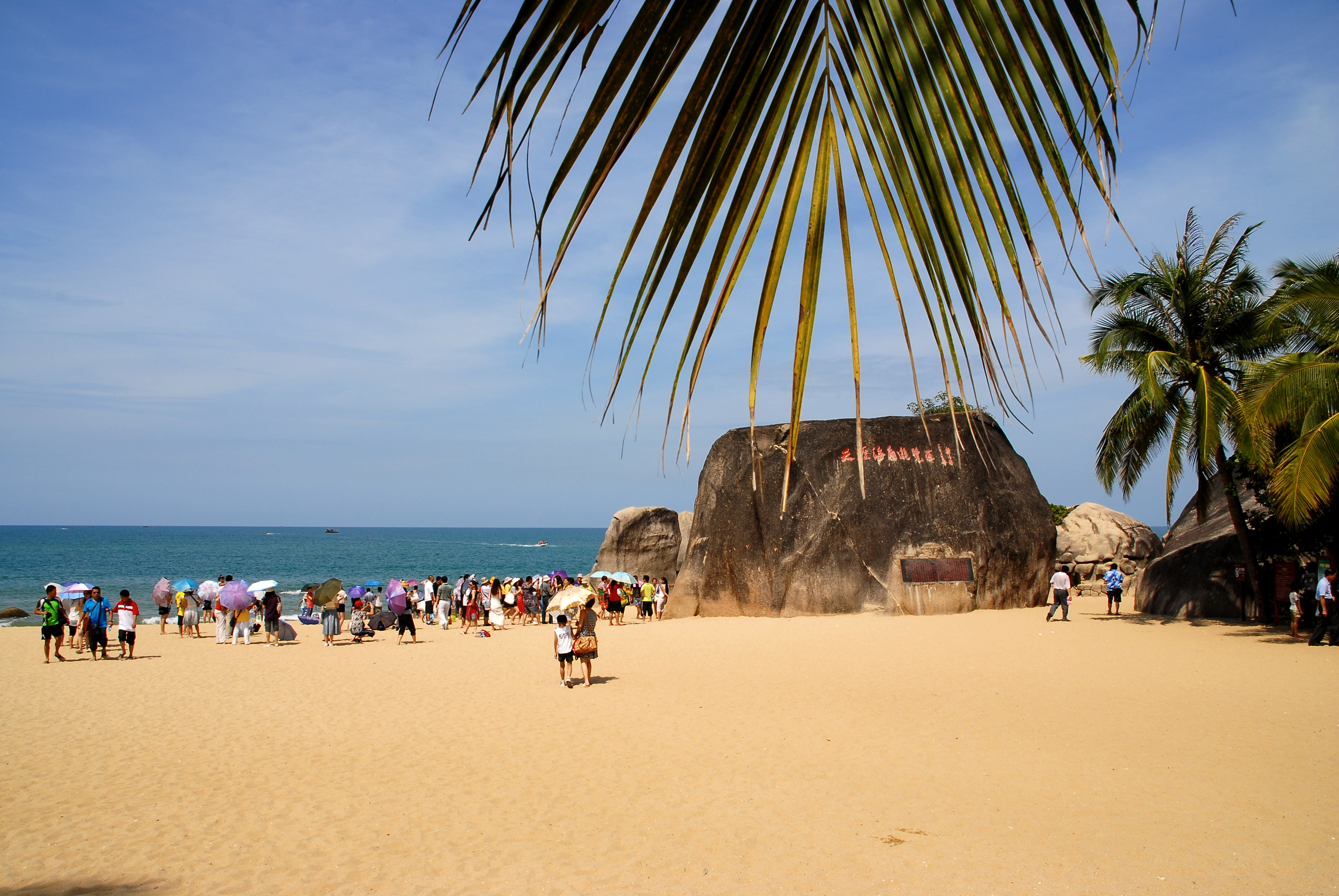
天涯海角の大岩

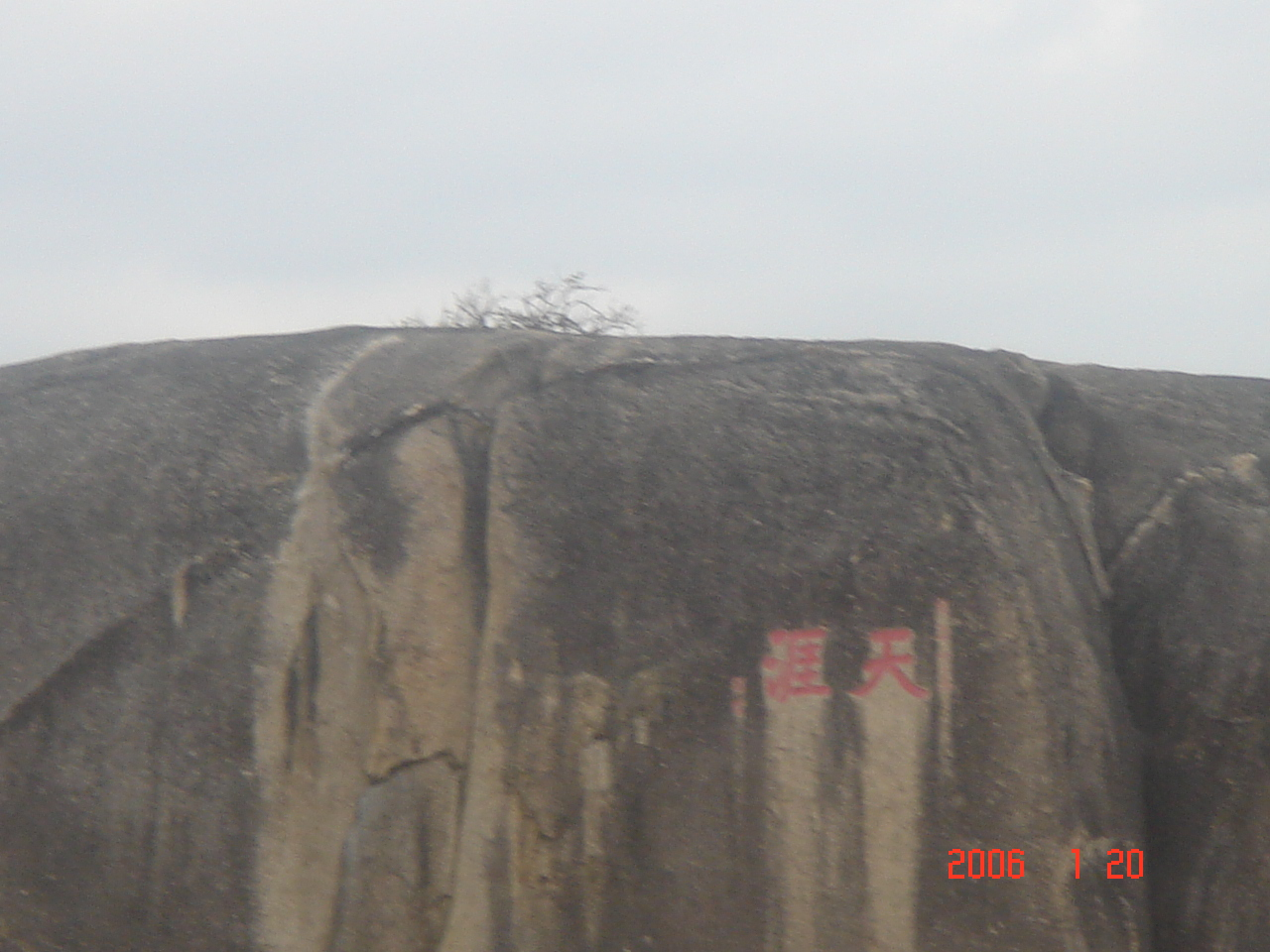
天涯海角の崖

天涯海角（てんがいかいかく、中国語: 天涯海角＝ティエンヤハイチャオ）は、中華人民共和国海南省三亜市の中心部から西に24キロにある、南支那海面した海岸で、人気の観光地である。

## 概要
この場所は、中国の最南端は実際には錦母岬であるにもかかわらず、中国大陸の最南端と見なされている。 晴れた日には様々な小島が見えることもあり、人気の観光地となっている。
中国の文学では、「天涯海角」は「世界の果て」を意味する四字熟語で、多くの有名な歌や詩で言及されてきていて、例えば現代でも中国の歌謡「大海よ、我が故郷」の歌詞にも書かれている。若者たちが「私はあなたと共に天亜海角まで行く。」といえば、カップルが決して離れないことを意味し、このため多くの新婚夫婦が新婚旅行の一部をその場所を訪れて過す。

## 写真集

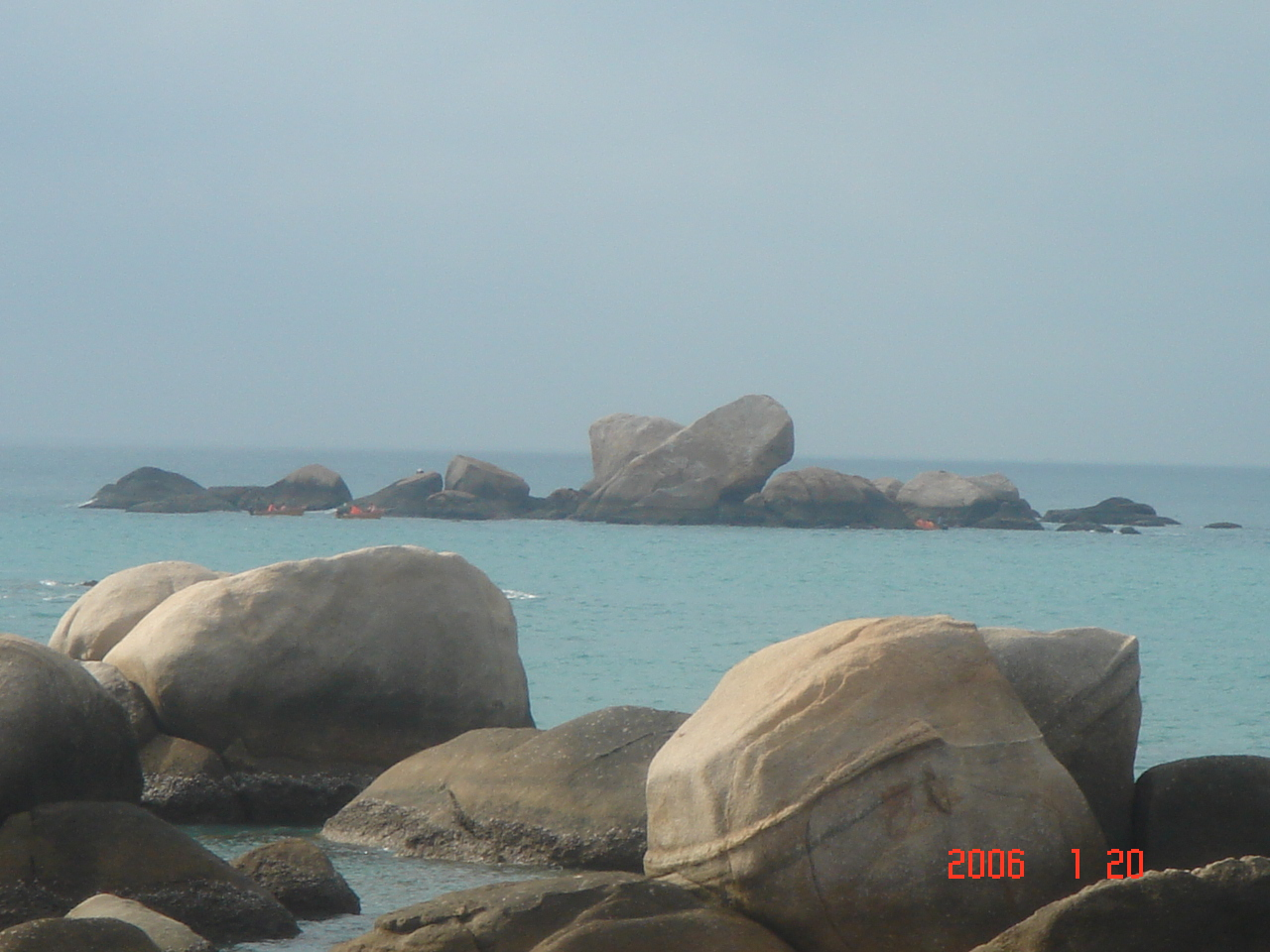
日月石
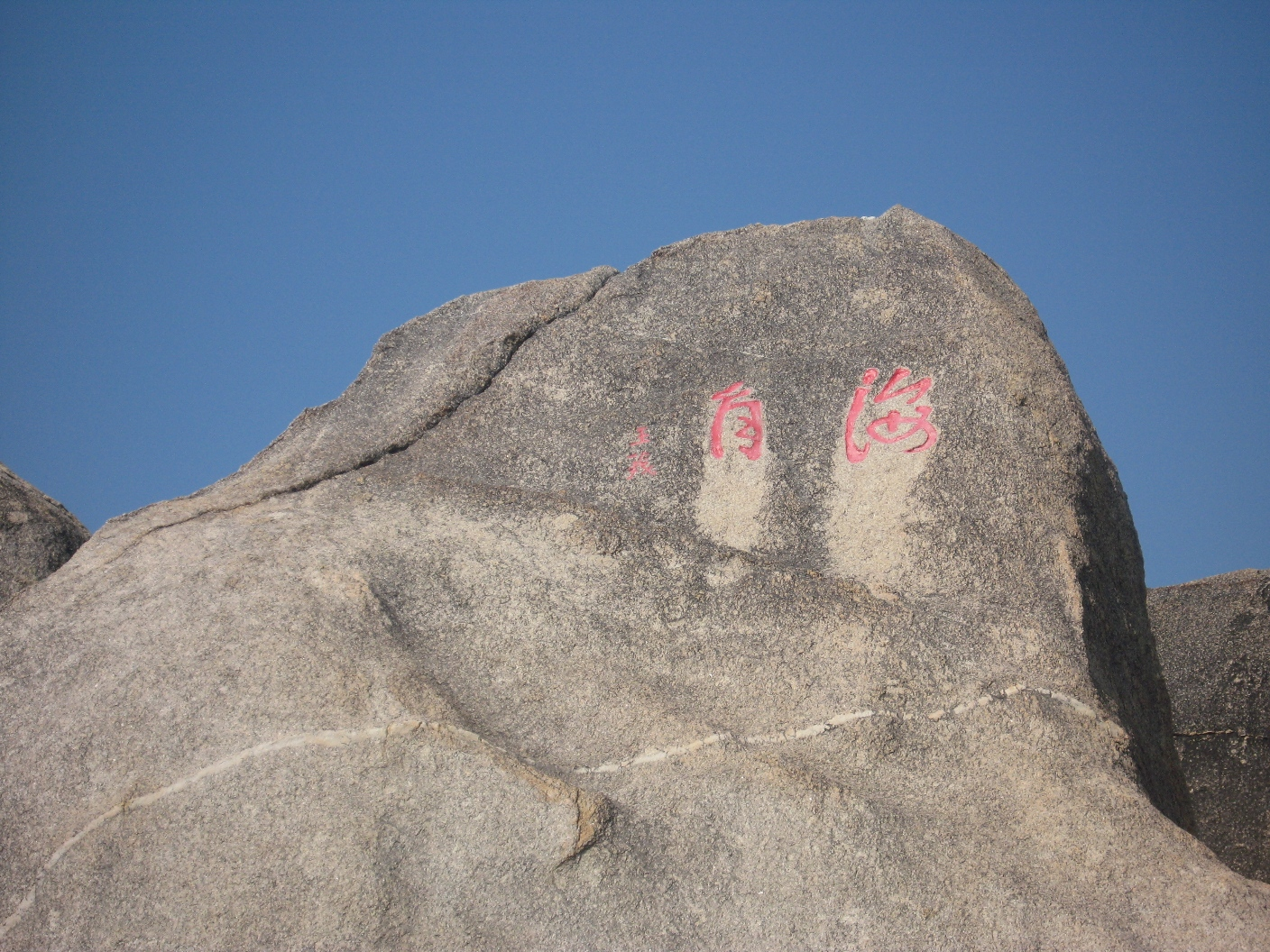
海角石
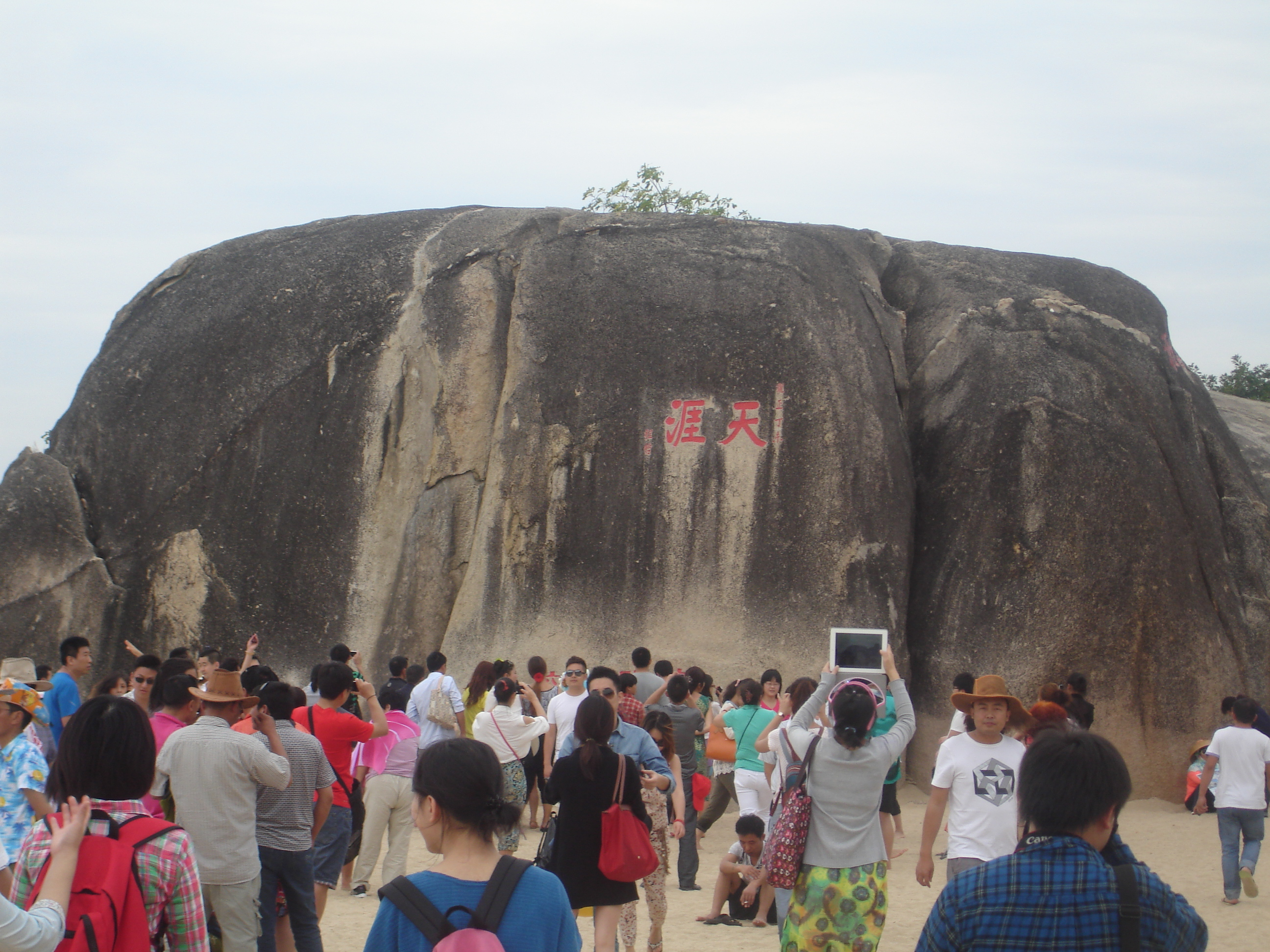
天涯石も前で撮影

## 参照項目
- 海南省の観光